# Microthyris
Microthyris is een geslacht van vlinders van de familie grasmotten (Crambidae), uit de onderfamilie Spilomelinae. De wetenschappelijke naam voor dit geslacht is voor het eerst gepubliceerd in 1863 door Julius Lederer. De beschrijving van dit geslacht was gebaseerd op de destijds bestaande soort Botys prolongalis Guenée, 1854. Lederer was van mening dat deze soort niet tot het geslacht Botys behoorde, maar tot een op dat moment nog onbekend geslacht. Hij beschreef daarom dit geslacht op basis van de kenmerken van Botys prolongalis. Zodoende wordt deze soort als de typesoort van dit geslacht beschouwd.

## Soorten
- M. alvinalis (Guenée, 1854)
- M. anormalis (Guenée, 1854)
- M. asadias (Druce, 1899)
- M. lelex (Cramer, 1777)
- M. microthyralis (Snellen, 1899)
- M. miscellalis (Möschler, 1890)
- M. prolongalis (Guenée, 1854)